# Callerebia mohabbati
Callerebia mohabbati är en fjärilsart som beskrevs av Sakai 1978. Callerebia mohabbati ingår i släktet Callerebia och familjen praktfjärilar. Inga underarter finns listade i Catalogue of Life.